# Ouriçangas
Ouriçangas är en kommun i Brasilien.   Den ligger i delstaten Bahia, i den östra delen av landet, 1 100 km öster om huvudstaden Brasília. Antalet invånare är 8 287.
Omgivningarna runt Ouriçangas är huvudsakligen savann. Runt Ouriçangas är det ganska glesbefolkat, med 43 invånare per kvadratkilometer.